# 케이트 멀그루
케이트 멀그루(Kate Mulgrew, 1955년 4월 29일 ~ )는 미국의 배우이다.

## 출연 작품
- 엘리오 (2025) - 박물관 전시 해설
- 드로잉 홈 (2016)
- 오렌지 이즈 더 뉴 블랙 3 (2015)
- 오렌지 이즈 더 뉴 블랙 2 (2014)
- 오렌지 이즈 더 뉴 블랙 1 (2013)
- 베스트 앤 브라이티스 (2010)
- 블랙 도넬리 (2007)
- 네메시스 (2002)
- 더 레이트 레이트 쇼 위드 크레이그 킬본 (1999)
- 트레키즈 (1997)
- 스타 트렉 - 보이저: 케어테이커 (1995)
- 스타 트렉 - 보이저 TV 시리즈 (1995)
- 비밀 캠프 (1994)
- 러브 앤 글로리 (1993)
- 다니엘 스틸 - 위대한 대디 (1991)
- 환상 살인 (1987)
- 레모 (1985)
- 어 스트레인저 이즈 왓칭 (1982)
- 치어스 (1982)
- 유물 (1978)